# غريت بارينغتون (ماساتشوستس)
غريت بارينغتون (بالإنجليزية: Great Barrington, Massachusetts) هي منطقة سكنية تقع في الولايات المتحدة في ماساتشوستس. يقدر عدد سكانها بـ 7,104 نسمة .

## المناخ
يظهر الجدول التالي التغييرات المناخية على مدار السنة لغريت بارينغتون:
| البيانات المناخية لـغريت بارينغتون | البيانات المناخية لـغريت بارينغتون | البيانات المناخية لـغريت بارينغتون | البيانات المناخية لـغريت بارينغتون | البيانات المناخية لـغريت بارينغتون | البيانات المناخية لـغريت بارينغتون | البيانات المناخية لـغريت بارينغتون | البيانات المناخية لـغريت بارينغتون | البيانات المناخية لـغريت بارينغتون | البيانات المناخية لـغريت بارينغتون | البيانات المناخية لـغريت بارينغتون | البيانات المناخية لـغريت بارينغتون | البيانات المناخية لـغريت بارينغتون | البيانات المناخية لـغريت بارينغتون |
| الشهر                              | يناير                              | فبراير                             | مارس                               | أبريل                              | مايو                               | يونيو                              | يوليو                              | أغسطس                              | سبتمبر                             | أكتوبر                             | نوفمبر                             | ديسمبر                             | المعدل السنوي                      |
| ---------------------------------- | ---------------------------------- | ---------------------------------- | ---------------------------------- | ---------------------------------- | ---------------------------------- | ---------------------------------- | ---------------------------------- | ---------------------------------- | ---------------------------------- | ---------------------------------- | ---------------------------------- | ---------------------------------- | ---------------------------------- |
| متوسط درجة الحرارة الكبرى °ف (°م)  | 33 (1)                             | 36 (2)                             | 45 (7)                             | 58 (14)                            | 69 (21)                            | 78 (26)                            | 82 (28)                            | 81 (27)                            | 72 (22)                            | 60 (16)                            | 49 (9)                             | 38 (3)                             | 58 (15)                            |
| متوسط درجة الحرارة الصغرى °ف (°م)  | 14 (−10)                           | 16 (−9)                            | 24 (−4)                            | 35 (2)                             | 46 (8)                             | 55 (13)                            | 59 (15)                            | 57 (14)                            | 49 (9)                             | 38 (3)                             | 31 (−1)                            | 21 (−6)                            | 37 (3)                             |
| الهطول إنش (مم)                    | 3.39 (86)                          | 2.98 (76)                          | 3.62 (92)                          | 3.99 (101)                         | 4.53 (115)                         | 4.40 (112)                         | 4.57 (116)                         | 4.47 (114)                         | 4.14 (105)                         | 4.69 (119)                         | 3.95 (100)                         | 3.90 (99)                          | 48.63 (1٬235)                      |
| المصدر:                            |                                    |                                    |                                    |                                    |                                    |                                    |                                    |                                    |                                    |                                    |                                    |                                    |                                    |

## أعلام
- تشاونسي س. لوميس
- هاميش لينكلاتير
- دو بويز
- ماي إدوارد تشين
- جاكسون س. فرانك
- ليفينغستون هال
- لاورا سيكورد
- أنسون جونز
- روبرت تشاسل
- ويليام ستانلي جونيور